# Blaine (Washington)
Blaine é uma cidade localizada no estado norte-americano de Washington, no Condado de Whatcom.

## Demografia
Segundo o censo norte-americano de 2000, a sua população era de 3770 habitantes. 
Em 2006, foi estimada uma população de 4508, um aumento de 738 (19.6%).

## Geografia
De acordo com o United States Census Bureau tem uma área de 
22,0 km², dos quais 14,4 km² cobertos por terra e 7,6 km² cobertos por água. Blaine localiza-se a aproximadamente 3 m acima do nível do mar.

## Localidades na vizinhança
O diagrama seguinte representa as localidades num raio de 28 km ao redor de Blaine. 